# Парламентские выборы в Сан-Марино (1983)
Парламентские выборы в Сан-Марино проходили 29 мая 1983 года. Христианско-демократическая партия вновь стала крупнейшей партией парламента, сохранив 26 мест. Коммунистическая, социалистическая и объединённая социалистическая партии, набрав в сумме 32 места, вновь сформировали левое парламентское большинство. Однако, в 1986 году левая коалиция сменилась на коалицию христианских демократов и коммунистов.

## Результаты
| Партия                                                          | Голоса | %    | Мест | +/-   |
| --------------------------------------------------------------- | ------ | ---- | ---- | ----- |
| Сан-Маринская христианско-демократическая партия                | 7 068  | 42,1 | 26   | 0     |
| Сан-маринская коммунистическая партия                           | 4 096  | 24,4 | 15   | -1    |
| Сан-Маринская социалистическая партия                           | 2 490  | 14,8 | 9    | +1    |
| Объединённая социалистическая партия                            | 2 333  | 13,9 | 8    | +1    |
| Социалисты за реформу (Социалистическая демократическая партия) | 487    | 2,9  | 1    | -1    |
| Демократическое согласие — Республиканская партия               | 328    | 2,0  | 1    | новая |
| Недействительных/пустых бюллетеней                              | 407    | -    | -    | -     |
| Всего                                                           | 17 209 | 100  | 60   | 0     |
| Зарегистрированных избирателей/ Явка                            | 21 588 | 79,7 | -    | -     |
| Источник: Nohlen & Stöver                                       |        |      |      |       |